# Ozkolistna preobjeda
Ozkolistna preobjeda (znanstveno ime Aconitum angustifolium) je endemična rastlina Julijskih Alp iz družine zlatičevk.
Do en meter visoka rastlina raste na navadno bolj vlažnih tleh gorskih pašnikov. Listi so ozki in deljeni, modri somerni cvetovi so zrasli v socvetja. Cveti v juliju in avgustu. Je zelo strupena.

## Vir
- Ravnik, Vlado (2010). Alpsko cvetje Slovenije. Narava, Kranj. COBISS 251649024. ISBN 978-961-6582-68-1.